# اقتباس

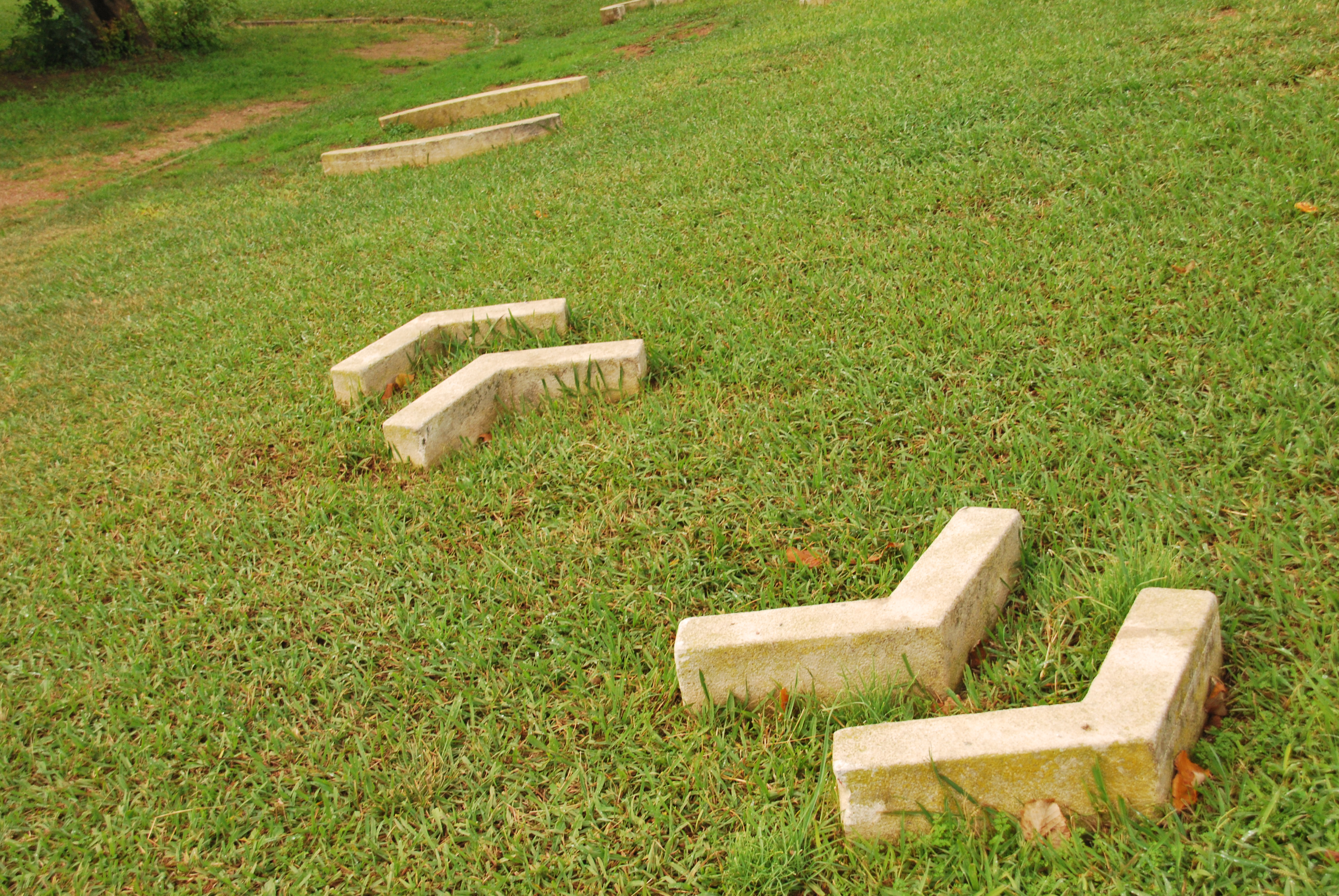

الاقتباس أو نقل القول هو تكرار قول شخص آخر خاصة إن كان مشهورا أو بالعزو لمصدره الأصلي.

## أنواع الاقتباس

### الاقتباس المباشر
الاقتباس المباشر يعني النقل الحرفي من المصدر ويكون من خلال استعمال علامتي التنصيص ويستعمل الاقتباس المباشر حين يقول شخص مهما قولا مهما
أولا: الاقتباس المباشر :
وهو أن ينقل الباحث حرفيا من مادة كتاب معين يقل عن ستة أسطر ويضعه بين شولتين صغيرتين مزدوجتين ويضع رقماً بعد أعلى الشولتين واضعا بالوقت ذاته الرقم نفسه في أسفل الصفحة وتدرج فيه معلومات تفصيلية عن المصدر كاملة مع وضع نقطة في نهاية رقم الصفحة. وهنالك اقتباس حرفي لكنه يزيد عن ستة أسطر، فإن الباحث يفصل المقتبس من المتن وذلك بترك مسافة حيث يكون المقتبس وسط الصفحة ولا يضع شولتين مزدوجتين، علي أن تضغط المسافة بين أسطر المقتبس بما يعادل نصف المسافة المستعملة في متن البحث، ثم يضع الباحث رقماً في نهاية المقتبس. ويوضع الرقم نفسه في أسفل الصفحة مع ذكر اسم المصدر كاملاً إن كان يسجل في الهامش للمرة الأولى.
ثانيا: الاقتباس غير المباشر :
وهذا النوع من الاقتباس غالباً ما يستعمل عندما يلجأ الباحث الي فهم فحوي الأفكار أو معناها من المصدر الذي يطلع عليه، ثم يعود ويكتب بلغته الأفكار ذاتها، فانه لا يضع الشولتين المزدوجتين وفي الوقت نفسه يضع رقماً في متن البحث، هو نفسه الرقم في هامش البحث ويمكن للباحث أن يأخذ من أكثر من مصدر الفكرة الواحدة التي يستخدمها وبذلك يدون المصادر في الهامش وبالرقم نفسه حيث وردت.
ويلاحظ في بعض الأحيان أن الباحث يقتبس فقرة من كتاب سبق نقلها مؤلفها من كتاب آخر، عندئذ ينبغي الإشارة في الهامش الي المصدرين لا للمصدر المنقول عنه مباشرة بل والمصدر الذي تم استقاؤه الفقرة المقتبسة أيضا وبذل تتحقق الأمانة العلمية المطلوبة في البحث.

### الاقتباس غير المباشر
يعتمد الاقتباس غير المباشر على مبدأ العزل والاختيار حيث يكون السرد قائما على عبارات العزو مثل قال وذكر وأضاف ويتبعها مباشرة القول الذي يكون قريبا جدا من العبارات الأصلية
ويحقق الاقتباس غير المباشر بعض المزايا مثل مساعدة القارئ على مواصلة القراءة دون أن يصطدم بعلامات التنصيص التي قد تقطع النص وتحد من انسيابيته

### الاقتباس الجزئي
الاقتباس الجزئي يعني اقتباس جزء محدد من المصدر وفائدته أنه يلفت نظر القارئ إلى شيء يكون له معنى مهم .

### إعادة الصياغة
إعادة الصياغة تعني الاختصار والإيجاز بواسطة استعمال عبارات خاصة بالمحرر نفسه وليست موجودة في المصدر